# René Marjac
René Marjac (René Alexandre Homme) est un acteur et producteur français, né à Nancy (Meurthe-et-Moselle) le 21 mars 1908 et mort à Boulogne-Billancourt (Hauts-de-Seine) le 17 septembre 1993.

## Filmographie
- 1916 : Le Jugement de Salomon de Jacques de Baroncelli - court métrage -
- 1945 : L'Assassin n'est pas coupable de René Delacroix
- 1946 : Martin Roumagnac de Georges Lacombe
- 1948 : Les amoureux sont seuls au monde d'Henri Decoin
- 1948 : L'assassin est à l'écoute de Raoul André - Un empailleur
- 1949 : Gigi de Jacqueline Audry - Un maître d'hôtel
- 1949 : A qui le bébé ? d'Henri Verneuil - court métrage -
- 1949 : Paris-taxi d'Édouard Logereau - court métrage -
- 1949 : Trente-troisième chambre d'Henri Verneuil - court métrage -
- 1950 : Quai de Grenelle d'Emil-Edwin Reinert
- 1950 : La Ronde de Max Ophüls
- 1951 : Une fille à croquer de Raoul André
- 1951 : Sous le ciel de Paris de Julien Duvivier
- 1951 : Caroline chérie de Richard Pottier
- 1951 : La Maison Bonnadieu de Carlo Rim
- 1952 : Les Surprises d'une nuit de noces de Jean Vallée
- 1954 : Les Amours de Manon Lescaut de Mario Costa
- 1971 : On ne se dit pas tout entre époux de Jacques Doillon - court métrage -
- 1982 : La Balance de Bob Swaim
- 1983 : Le Prix du danger d'Yves Boisset
- 1983 : Circulez y'a rien à voir de Patrice Leconte - Un passant
- 1985 : L'Amour ou presque de Patrice Gautier
- 1986 : La Gitane de Philippe de Broca
- 1987 : Masques de Claude Chabrol - Maurice
- 1989 : Mes nuits sont plus belles que vos jours d'Andrzej Zulawski
- 1990 : Netchaïev est de retour de Jacques Deray
- 1991 : Une Époque formidable... de Gérard Jugnot
- 1991 : Cas de divorce : Georges Fontaine (épisode 67)
- 1993 : Le Fils du requin d'Agnès Merlet

## Théâtre
- 1945 : Arsenic et vieilles dentelles de Joseph Kesselring, mise en scène Jacques-Henri Duval, Théâtre de l'Athénée